# خاک‌برگ

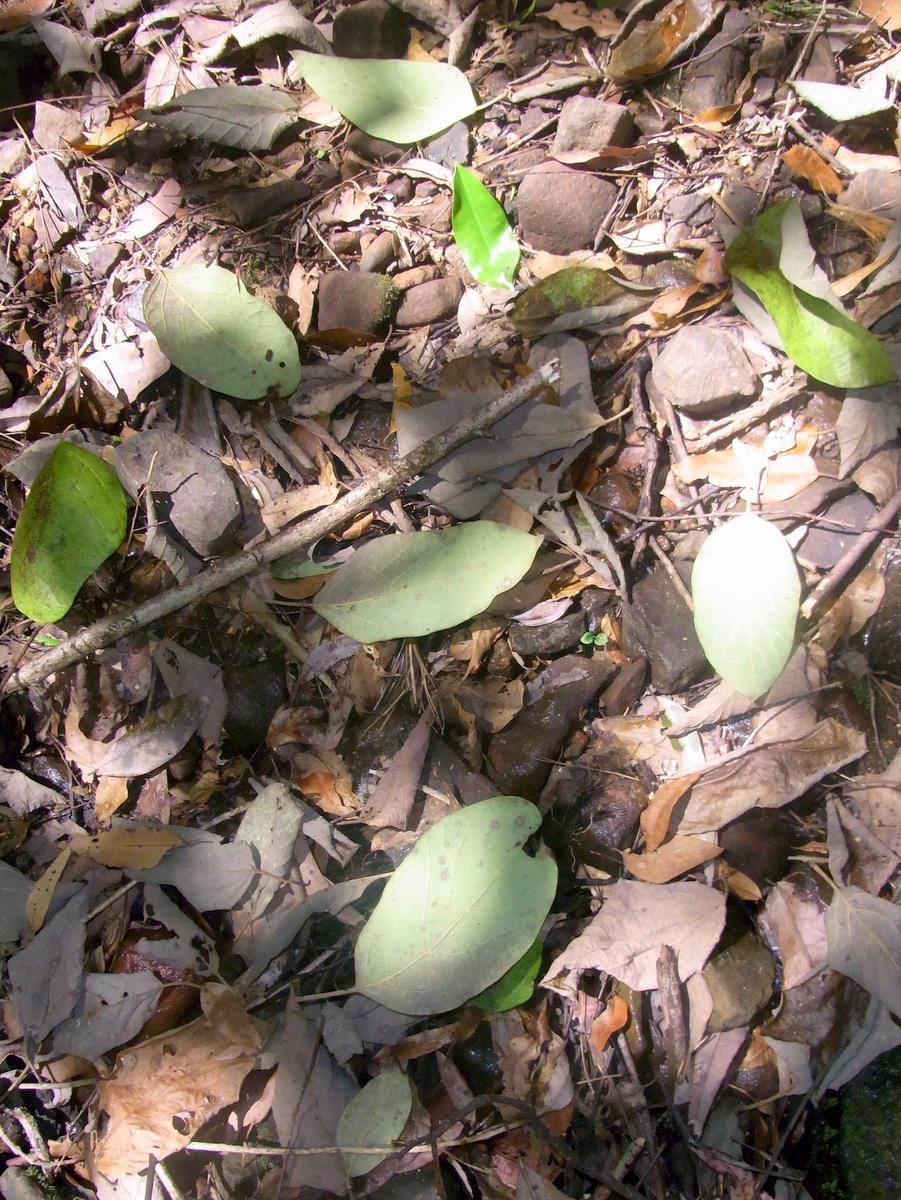
بستر برگ، عمدتاً راش سفید، Gmelina leichhardtii، از منطقه حفاظت شده ایالت بلک بولگا، NSW، استرالیا

خاک‌برگ، لاش‌برگ، پوس‌برگ (Duff) یا بستر گیاهی (به انگلیسی: Plant litter) (که همچنین بستر برگی، بستر درخت یا بستر خاک نامیده می‌شود)، مواد گیاهی مرده‌ای هستند (مانند برگ، پوست، سوزن، ترکه‌ها و کلادودها) که روی زمین افتاده‌اند. این ریزه‌ها یا مواد آلی مرده و مواد مغذی تشکیل‌دهنده آن به لایه بالایی خاک که معمولاً به عنوان لایه بستر یا لایه آلی خاک شناخته می‌شود ("O" به معنای "ارگانیک") اضافه می‌شود. بستر یک عامل مهم در پویایی بوم‌سازگان است، زیرا نشان‌دهنده بهره‌وری بوم‌شناختی است و ممکن است در پیش‌بینی چرخه مواد مغذی منطقه‌ای و حاصلخیزی خاک سودمند باشد.

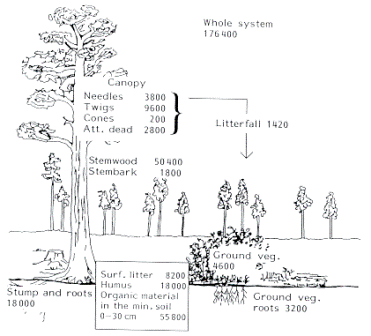
سهم مواد آلی در یک محیط تک‌کشتی بالغ (۱۲۰ ساله) کاج اسکاتلندی (سایت SWECON). بر اساس داده‌های اندرسون و همکاران (۱۹۸۰). واحدها بر حسب کیلوگرم ماده آلی در هکتار است. Att. - پیوست سطح؛ دقیقه - معدنی؛ و گیاه - پوشش گیاهی